# Ulrike Krewer
Ulrike Krewer (* 1976) ist eine deutsche Chemieingenieurin und Hochschullehrerin am Karlsruher Institut für Technologie (KIT). Sie befasst sich mit Brennstoffzellen und Batterien.
Ulrike Krewer wuchs bei Trier auf. Sie studierte ab 1995 Chemieingenieurwesen an der Universität Erlangen-Nürnberg mit dem  Diplom 2001. Vor dem Diplom war sie am Indian Institute of Chemical Technology in Hyderabad, wo sie ein Computerprogramm für den umweltschonenden Einsatz von Lösungsmitteln in der Chemietechnik entwickelte.  Danach war sie am Max-Planck-Institut für die Dynamik komplexer technischer Systeme in Magdeburg bei Kai Sundmacher und wurde 2005 an der Universität Magdeburg promoviert. Die Dissertation über Direktmethanolbrennstoffzellen (DMFC) erhielt den Dissertationspreis der Universität. Sie führte darin das Überschwingen der Spannung der DMFCs bei plötzlicher Zunahme des Verbrauchs (Stromsprung) auf die unterschiedlichen Reaktionsgeschwindigkeiten der drei Oxidationsreaktionen des Methanols an der Anode zurück. Als Post-Doktorandin war sie 2006/07 Ingenieurin beim Energieforschungszentrum von Samsung in Suwong in Südkorea und 2008 bis 2011 Leiterin der Otto Hahn Forschungsgruppe Portable Energiesysteme am MPI für die Dynamik komplexer technischer Systeme in Magdeburg, wobei sie ab 2009 Juniorprofessorin in Magdeburg war. Von 2012 bis 2020 war sie Professorin an der TU Braunschweig und Leiterin des Instituts für Energie- und Systemverfahrenstechnik als Nachfolgerin von Reinhard Leithner. Außerdem leitete sie mit Arno Kwade und Kollegen die Battery Lab Factory der TU Braunschweig und der Physikalisch-Technischen Bundesanstalt. 
Seit April 2020 ist sie Leiterin des Teilinstituts Werkstoffe der Elektrotechnik am Institut für angewandte Materialien des Karlsruher Instituts für Technologie.
2017 war sie Gastwissenschaftlerin am Massachusetts Institute of Technology bei Richard Braatz.
2007 erhielt sie den Otto Hahn Preis der Max-Planck-Gesellschaft. 2010 erhielt sie den Forschungspreis für Grundlagenforschung von Sachsen-Anhalt und den Preis Wissenschaft interaktiv des Stifterverbands für die Deutsche Wissenschaft.
Sie hielt 2019 einen Plenarvortrag auf dem  GDCh-Wissenschaftsforum Chemie (Kinetikverständnis als Katalysator für eine zukünftige elektrochemische Energieversorgung).